# Accademia svizzera di scienze naturali
L'Accademia svizzera di scienze naturali (francese: Académie suisse des sciences naturelles; tedesco: Akademie der Naturwissenschaften Schweiz) è l'accademia delle scienze della Svizzera. Ha sede a Berna.

## Storia
L'Accademia è stata fondata nel 1815 con il nome di Società elvetica di scienze naturali a Mornex presso Ginevra. Ha preso il nome attuale solo nel 1988 quando la legge sulla ricerca della Confederazione Svizzera l'ha designata quale istituzione per la promozione della ricerca scientifica.

## Attività
Il modus operandi dell'Accademia è quello di coordinare e mettere in relazione gli enti scientifici esistenti a livello regionale, nazionale ed internazionale. In questo senso promuove l'interdisciplinarità e rafforza i collegamenti già esistenti a livello nazionale ed internazionale.
L'attività dell'Accademia si concentra innanzitutto sulla prevenzione, con particolare riguardo all'ambiente naturale. In questo quadro da un lato l'Accademia svizzera attua un attento monitoraggio della natura e del territorio nazionale (ad esempio dei ghiacciai), dall'altro sviluppa nuove tecnologie (nanotecnologie, biotecnologie, biologia di sintesi) per conoscere su basi scientifiche le conseguenze, positive e negative, dei mutamenti in atto.
Pone, inoltre, un particolare accento sulla regolamentazione etica e deontologica dell'attività di ricerca.
L'Accademia, infine, dedica parte delle proprie energie al dialogo con la società, ed in particolare con la politica e l'informazione, ben consapevole che questo dialogo consiste spesso in critiche e contestazioni reciproche. Per parte sua, l'Accademia si occupa di fare divulgazione riguardo a nuovi campi di ricerca e a progetti regionali, ed inoltre stanzia dei premi per incoraggiare chi fa valida informazione scientifica.